# Chirixalus vittatus
Chirixalus vittatus és una espècie d'amfibi que viu a Cambodja, Xina, l'Índia, Laos, Myanmar, Tailàndia, Vietnam i, possiblement, també Bangladesh.